# 宰恩 (新澤西州)
宰恩（英語：Zion）是位於美國新澤西州薩默塞特縣的非建制地區。

## 歷史
宰恩的郵局於1897年設立，其後於1957年停運。

## 地理
宰恩所處的海拔為高於海平面111米（即364英呎），而該地所採用的時區為UTC-5，即北美东部时区（EST）。同時該地設有夏令時間，為UTC-5調快一小時，即UTC-4（EDT）。